# Cat-Link
Cat-Link A/S var ett australisktägt danskt rederi med affärsidé att driva färjelinjer med snabbgående katamaraner, konstruerade av det australisika företaget International Catamarans (Incat). Företaget grundades av det australiska rederiet Holyman Ltd, ursprungligen den australiska logistikkoncernen TNT:s shippingdivision, som också var stor aktieägare i Incat. Holyman Ltd bildade det danska rederiet tillsammans med danska investerare. 
Cat-Link inledde färjetrafik med snabbfärjor mellan Århus och Kalundborg 1995. Snabbfärjorna blev lyckosamma i Danmark. Holyman Ltd förlorade dock samtidigt stora pengar med en satsning 1997–1998 på liknande snabbfärjor i Holyman Sally Line (Sally Ferries UK) över Engelska kanalen mellan Ramsgate Port i Storbritannien och Ostende i Belgien. 
Cat-Link övertogs av Scandlines 1997. Det såldes vidare till Mols-Linien 1999 i en affär, som innebar att Scandlines blev ägare i Mols.Linien till 40 %. Återstoden av den tidigare ägaren Holyman Ltd såldes 2000.
Företagets fartyg tillverkades av Incat i Hobart på Tasmanien i Australien. Trafiken inleddes mellan Jylland och Sjælland med de två 77,5 meter långa och 26,5 meter breda katamaranerna Cat-Link I och Cat-Link II. Dessa tog vardera 600 passagerare och 150 personbilar och höll en hastighet på 36 knop.
År 1996 sattes den 80 meter långa Cat-Link III in, med kapacitet för 536 passagerare och 150 personbilar (eller 102 personbilar och 10 bussar]. År 1998 kom de ännu större, 91,3 meter långa Cat-Link IV och Cat-Link V'', med en hastighet på 44 knop och plats för 800 passagerare  och 240 personbilar.